# فيليبي دي لا ريفا
فيليبي دي لا ريفا (بالإسبانية: Felipe De la Riva)‏ هو لاعب كرة قدم ومدرب كرة قدم أرجنتيني في مركز الوسط، ولد في 28 مايو 1973 في مونتيفيديو في الأوروغواي. لعب مع سوسيداد ديبورتيفو كيتو ولوس أنديس.

## وصلات خارجية
- فيليبي دي لا ريفا على موقع قاعدة بيانات كرة القدم.إي يو (الإنجليزية)
- فيليبي دي لا ريفا على موقع عالم كرة القدم.نت (الإنجليزية)